# Maria Gorohovskaia
Maria Gorohovskaia (în rusă Мария Гороховская; n. 17 octombrie 1921, Evpatoria, Ucraina – d. 22 iulie 2001, Tel Aviv, Israel) a fost o gimnastă artistică ce a reprezentat Uniunea Sovietică, medaliată olimpică. A participat la o ediție a Jocurilor Olimpice (1952) în care a câștigat două medalii de aur și 5 medalii de argint.

## Participări
Lista de mai jos prezintă principalele competiții la care a participat Maria Gorohovskaia de-a lungul carierei.
- Voimistelu kesäolympialaisissa 1952[*]